# Federação Beninense de Voleibol
A Federação Beninense de Voleibol  (em francêsːFédération Beninoise de Volley-Ball, FBV) é  uma organização fundada em 1964 que governa a pratica de voleibol em Benim, sendo membro da Federação Internacional de Voleibol e da Confederação Africana de Voleibol, a entidade é responsável por  organizar  os campeonatos nacionais de  voleibol masculino e feminino no país.